# Earthsongs
Earthsongs é o álbum de estúdio da dupla Secret Garden.